# Royals (bài hát)
"Royals" là một bài hát của ca sĩ người New Zealand Lorde từ đĩa mở rộng đầu tay của cô The Love Club EP (2012). Sau đó bài hát được đưa vào album phòng thu đầu tay của cô năm 2013, Pure Heroine. "Royals" thuộc thể loại Art pop, Electropop và minimal pop. Bài hát được sáng tác bởi Lorde và phụ trách sản xuất là Joel Little. Lời bài hát phản ánh lối sống xa hoa của các nghệ sĩ đương đại.
"Royals" được phát hành ngày 3 tháng 6 năm 2013 và là đĩa đơn phát hành đầu tiên của Lorde. Ca khúc này được sự ca ngợi từ giới phê bình âm nhạc, những người luôn đánh giá cao chất lượng thu âm và lời của bài hát. Bài hát đã đạt thành công vang dội trên thị trường quốc tế khi đạt quán quân trên các bảng xếp hạng của nhiều quốc gia trong một thời gian dài như Canada, Ireland, New Zealand và Vương quốc Anh. Tại Hoa Kỳ, đĩa đơn cũng đạt kỷ lục đạt #1 trong 9 tuần trên bảng xếp hạng Billboard Hot 100. Với thành tựu trên, Lorde trở thành nghệ sĩ New Zealand đầu tiên dẫn đầu bảng xếp hạng Billboard Hot 100 và là một trong những nghệ sĩ trẻ tuổi nhất làm được điều này kể từ năm 1987. Tính đến tháng 11 năm 2014, đĩa đơn đã bán được hơn 10 triệu bản trên toàn cầu.
Lorde đã biểu diễn "Royals" trong nhiều chương trình như Late Night with Jimmy Fallon, The Ellen DeGeneres Show và giải Âm nhạc New Zealand năm 2013. Hai MV của bài hát được đạo diễn bởi Joel Kefali gồm một phiên bản quốc tế và một phiên bản của Mỹ. "Royals" đã được đánh giá là một trong những bài hát hay nhất năm 2013 bởi các ấn phẩm Rolling Stones và Time & Spin. Bài hát cũng gặt hát được nhiều giải thưởng, bao gồm Giải Grammy cho Bài hát của năm, Giải Grammy cho Trình diễn Pop Solo xuất sắc nhất và giải APRA Silver Scroll. Một chương trình biểu diễn trực tiếp bài hát "Royals" cùng với bài hát "White Noise" của AlunaGeorge tại Brit Awards năm 2014 đã được phát hành dưới dạng đĩa đơn nhằm mục đích từ thiện trong năm 2014.

## Danh sách bài hát và định dạng
| Tải kỹ thuật số 1. "Royals" – 3:09 New Zealand double download 1 1. "Royals" – 3:10 2. "400 Lux" – 3:54 New Zealand double download 2 1. "Royals" – 3:10 2. "Tennis Court" – 3:18 | Đĩa đơn 1. "Royals" – 3:09 2. "Bravado" – 3:41 BRITs performance digital download 1. "Royals/ White Noise" (Live from the BRITs) (featuring AlunaGeorge) – 4:59 |

## Bảng xếp hạng
| Xếp hạng (2013–14)                         | Vị trí cao nhất |
| ------------------------------------------ | --------------- |
| Áo (Ö3 Austria Top 40)                     | 2               |
| Bỉ (Ultratop 50 Flanders)                  | 1               |
| Bỉ (Ultratop 50 Wallonia)                  | 1               |
| Bulgary (IFPI)                             | 2               |
| Brazil (Billboard Brasil Hot 100)          | 20              |
| Brazil Hot Pop Songs (Billboard Brasil)    | 3               |
| Canada (Canadian Hot 100)                  | 1               |
| Canada AC (Billboard)                      | 1               |
| Canada CHR/Top 40 (Billboard)              | 1               |
| Canada Hot AC (Billboard)                  | 1               |
| Canada Rock (Billboard)                    | 9               |
| Croatia (Airplay Radio Chart)              | 1               |
| Cộng hòa Séc (Rádio Top 100)               | 7               |
| Cộng hòa Séc (Singles Digitál Top 100)     | 20              |
| Đan Mạch (Tracklisten)                     | 3               |
| Châu Âu Digital Song Sales (Billboard)     | 1               |
| Phần Lan (Suomen virallinen lista)         | 8               |
| Pháp (SNEP)                                | 4               |
| Đức (GfK)                                  | 8               |
| Hungary (Rádiós Top 40)                    | 32              |
| Hungary (Single Top 40)                    | 10              |
| Ireland (IRMA)                             | 1               |
| Israel (Media Forest)                      | 1               |
| Ý (FIMI)                                   | 1               |
| Nhật Bản (Japan Hot 100)                   | 16              |
| Mexican Anglo Chart (Monitor Latino)       | 11              |
| Hà Lan (Dutch Top 40)                      | 4               |
| Hà Lan (Single Top 100)                    | 4               |
| New Zealand (Recorded Music NZ)            | 1               |
| Na Uy (VG-lista)                           | 3               |
| Ba Lan (Polish Airplay Top 100)            | 11              |
| Bồ Đào Nha Digital Songs (Billboard)       | 2               |
| Scotland (OCC)                             | 1               |
| Slovakia (Rádio Top 100 Oficiálna)         | 4               |
| Slovakia (Singles Digitál Top 100)         | 61              |
| South Africa (EMA)                         | 3               |
| Tây Ban Nha (PROMUSICAE)                   | 9               |
| Thụy Điển (Sverigetopplistan)              | 4               |
| Thụy Sĩ (Schweizer Hitparade)              | 3               |
| Bảng xếp hạng không hợp lệ Anh             | 1               |
| Ukraine (FDR Pop Singles)                  | 11              |
| Hoa Kỳ Billboard Hot 100                   | 1               |
| Hoa Kỳ Hot Rock Songs (Billboard)          | 1               |
| Hoa Kỳ Adult Contemporary (Billboard)      | 2               |
| Hoa Kỳ Adult Pop Airplay (Billboard)       | 1               |
| Hoa Kỳ Dance Club Songs (Billboard)        | 14              |
| Hoa Kỳ Latin Pop Songs (Billboard)         | 19              |
| Hoa Kỳ Pop Airplay (Billboard)             | 1               |
| Hoa Kỳ R&B/Hip-Hop Airplay (Billboard)     | 3               |
| Hoa Kỳ Rhythmic (Billboard)                | 2               |
| Venezuela Pop/Rock General (Record Report) | 1               |

| Xếp hạng (2014)                         | Vị trí cao nhất |
| --------------------------------------- | --------------- |
| Ireland (IRMA)                          | 93              |
| New Zealand Artists (Recorded Music NZ) | 9               |
| UK Singles (Official Charts Company)    | 72              |

| Xếp hạng (2013)                          | Vị trí |
| ---------------------------------------- | ------ |
| Áo (Ö3 Austria Top 40)                   | 46     |
| Bỉ (Ultratop 50 Flanders)                | 43     |
| Bỉ (Ultratop 50 Wallonia)                | 68     |
| Canada (Canadian Hot 100)                | 18     |
| Đan Mạch (Tracklisten)                   | 39     |
| Đức (Media Control AG)                   | 59     |
| Ý (FIMI)                                 | 53     |
| Hà Lan (Dutch Top 40)                    | 17     |
| Hà Lan (Single Top 100)                  | 15     |
| New Zealand (Recorded Music NZ)          | 2      |
| Thụy Điển (Sverigetopplistan)            | 75     |
| Thụy Sĩ (Schweizer Hitparade)            | 51     |
| Vương quốc Anh (Official Charts Company) | 44     |
| US Billboard Hot 100                     | 15     |
| US Bài hát Rock hay nhất (Billboard)     | 3      |
| US Adult Alternative Songs (Billboard)   | 5      |
| US Adult Top 40 (Billboard)              | 23     |
| US Alternative Songs (Billboard)         | 12     |
| US Mainstream Top 40 (Billboard)         | 27     |
| US Rhythmic (Billboard)                  | 35     |

| Xếp hạng (2014)                          | Vị trí |
| ---------------------------------------- | ------ |
| Canada (Canadian Hot 100)                | 35     |
| Đức (Media Control Charts)               | 98     |
| Ý (FIMI)                                 | 64     |
| Nhật Bản (Japan Hot 100)                 | 92     |
| Vương quốc Anh (Official Charts Company) | 98     |
| US Billboard Hot 100                     | 20     |
| US Bài hát Rock hay nhất (Billboard)     | 3      |
| US Adult Top 40 (Billboard)              | 37     |

| Xếp hạng            | Vị trí |
| ------------------- | ------ |
| New Zealand (RIANZ) | 4      |

## Chứng nhận
| Bỉ (BEA) | Vàng        | 15.000*         |                |                |               |                   |                |      |         |
| Canada (Music Canada) | 6× Bạch kim | 0*              |                |                |               |                   |                |      |         |
| Đức (BVMI) | Vàng        | 250.000^        |                |                |               |                   |                |      |         |
| Ý (FIMI) | 2× Bạch kim | 60.000‡         |                |                |               |                   |                |      |         |
| New Zealand (RMNZ) | 6× Bạch kim | 0*              |                |                |               |                   |                |      |         |
| Thụy Điển (GLF) | {{{award}}} | 0^              |                |                |               |                   |                |      |         |
| award = Bạch kim | number = 2  | certyear = 2014 | title = Royals | artist = Lorde | type = single | relyear = 2013 }} | Thụy Sĩ (IFPI) | Gold | 15.000^ |
| Anh Quốc (BPI) | Bạch kim    | 600.000‡        |                |                |               |                   |                |      |         |
| Hoa Kỳ (RIAA) | 7× Bạch kim | 5,900,000       |                |                |               |                   |                |      |         |
| Venezuela (APFV) | Bạch kim    | 10,000^         |                |                |               |                   |                |      |         |
| Streaming |             |                 |                |                |               |                   |                |      |         |
| Đan Mạch (IFPI Đan Mạch) | Bạch kim    | 2,600,000^      |                |                |               |                   |                |      |         |
| * Chứng nhận dựa theo doanh số tiêu thụ. ^ Chứng nhận dựa theo doanh số nhập hàng. ‡ Chứng nhận dựa theo doanh số tiêu thụ và phát trực tuyến. |             |                 |                |                |               |                   |                |      |         |

 Since May 2013, RIAA certifications for digital singles include on-demand audio and/or video song streams in addition to downloads.

## Lịch sử phát hành
| Nước           | Ngày tháng              | Định dạng                          | Nhãn hiệu       | Catalogue no. |
| -------------- | ----------------------- | ---------------------------------- | --------------- | ------------- |
| Hoa Kỳ         | 3 tháng 6 năm 2013      | Adult album alternative            | Lava Republic   | None          |
| Áo             | 2 tháng 8 năm 2013      | Digital download                   | Universal Music | None          |
| Bỉ             | 2 tháng 8 năm 2013      | Digital download                   | Universal Music | None          |
| Đan Mạch       | 2 tháng 8 năm 2013      | Digital download                   | Universal Music | None          |
| Phần Lan       | 2 tháng 8 năm 2013      | Digital download                   | Universal Music | None          |
| Hy Lạp         | 2 tháng 8 năm 2013      | Digital download                   | Universal Music | None          |
| Indonesia      | 2 tháng 8 năm 2013      | Digital download                   | Universal Music | None          |
| Ireland        | 2 tháng 8 năm 2013      | Digital download                   | Universal Music | None          |
| Nhật Bản       | 2 tháng 8 năm 2013      | Digital download                   | Universal Music | None          |
| Na Uy          | 2 tháng 8 năm 2013      | Digital download                   | Universal Music | None          |
| Pháp           | ngày 5 tháng 8 năm 2013 | Digital download                   | Universal Music | None          |
| Italy          | ngày 5 tháng 8 năm 2013 | Digital download                   | Universal Music | None          |
| Luxembourg     | ngày 5 tháng 8 năm 2013 | Digital download                   | Universal Music | None          |
| Bồ Đào Nha     | ngày 5 tháng 8 năm 2013 | Digital download                   | Universal Music | None          |
| Singapore      | ngày 5 tháng 8 năm 2013 | Digital download                   | Universal Music | None          |
| Tây Ban Nha    | ngày 5 tháng 8 năm 2013 | Digital download                   | Universal Music | None          |
| Hoa Kỳ         | 13 tháng 8 năm 2013     | Contemporary hit radio             | Lava Republic   | None          |
| Hoa Kỳ         | 3 tháng 9 năm 2013      | Rhythmic contemporary              | Lava Republic   | None          |
| Đức            | 13 tháng 9 năm 2013     | Digital download                   | Universal Music | None          |
| Ý              | 20 tháng 9 năm 2013     | Contemporary hit radio             | Universal Music | None          |
| Đức            | 10 tháng 12 năm 2013    | Compact disc single                | Universal Music | 0602537693191 |
| Vương quốc Anh | 16 tháng 2 năm 2014     | Digital download                   | Virgin Records  | None          |
| Toàn cầu       | 19 tháng 2 năm 2014     | "Royals/White Noise" download      | Brit Awards     | None          |
| New Zealand    | 4 tháng 4 năm 2014      | "Royals" / "400 Lux" download      | Universal Music | None          |
| New Zealand    | 4 tháng 4 năm 2014      | "Royals" / "Tennis Court" download | Universal Music | None          |